# Eleição municipal de Pelotas em 2020
A eleição municipal de Pelotas ocorreu nos dias 15 (primeiro turno) e 29 de novembro (segundo turno) e reelegeu Paula Mascarenhas como prefeita da cidade. Foram eleitos também 21 membros para câmara de vereadores para a administração da cidade. Os mandatos dos candidatos eleitos neste pleito durarão entre 1 de janeiro de 2021 e 31 de dezembro de 2024.

## Contexto político e pandemia
As eleições municipais de 2020 estão sendo marcadas, antes mesmo de iniciada a campanha oficial, pela pandemia do coronavírus SARS-CoV-2 (causador da COVID-19), o que está fazendo com que os partidos remodelem suas metodologias de pré-campanha. O Tribunal Superior Eleitoral (TSE) autorizou os partidos a realizarem as convenções para escolha de candidatos aos escrutínios por meio de plataformas digitais de transmissão, para evitar aglomerações que possam proliferar o vírus. Alguns partidos recorreram a mídias digitais para lançar suas pré-candidaturas. Além disso, a partir deste pleito, será colocada em prática a Emenda Constitucional 97/2017, que proíbe a celebração de coligações partidárias para as eleições legislativas, o que pode gerar um inchaço de candidatos ao legislativo.

## Candidaturas

### Prefeitura
A lista de candidatos teve como prazo final para registro de candidaturas pelo Tribunal Superior Eleitoral o dia 26 de setembro. O prazo original, 15 de agosto, foi modificado em razão da Emenda Constitucional nº 107/2020. Após as convenções realizadas, foram apresentadas as chapas a seguir:
| Prefeito(a)         | Prefeito(a) | Prefeito(a) | Vice-prefeito(a)       | Vice-prefeito(a) | Vice-prefeito(a) | Coligação                                                                              | N  | Cargo político anterior         | Tempo de horário eleitoral |
| Candidato(a)        | Partido     | Partido     | Candidato(a)           | Partido          | Partido          | Coligação                                                                              | N  | Cargo político anterior         | Tempo de horário eleitoral |
| ------------------- | ----------- | ----------- | ---------------------- | ---------------- | ---------------- | -------------------------------------------------------------------------------------- | -- | ------------------------------- | -------------------------- |
| Fetter Jr.          |             | PP          | Antônio Carlos Brod    |                  | Cidadania        | "Juntos por Pelotas" (PP, Cidadania, Avante, PTC, PV, PSC, PROS)                       | 11 | Prefeito de Pelotas (2006–2012) | 1 minuto e 25 segundos     |
| Dan Barbier         |             | PDT         | Mabel Teixeira         |                  | PDT              | Sem coligação                                                                          | 12 | Sem cargo político anterior     | 36 segundos                |
| Ivan Duarte         |             | PT          | Iya Sandrali           |                  | PT               | Sem coligação                                                                          | 13 | Vereador de Pelotas (1993–2020) | 1 minuto e 4 segundos      |
| João Carlos Cabedal |             | MDB         | Rui Jordão             |                  | MDB              | Sem coligação                                                                          | 15 | Sem cargo político anterior     | 42 segundos                |
| Marcelo Oxley       |             | PODE        | Eduardo Villar         |                  | PODE             | Sem coligação                                                                          | 19 | Sem cargo político anterior     | 24 segundos                |
| Marco Marchand      |             | DEM         | Major Kloos            |                  | DEM              | Sem coligação                                                                          | 25 | Sem cargo político anterior     | 37 segundos                |
| Coronel Napoleão    |             | PRTB        | Luciano Dalla Rosa     |                  | Patriota         | "Muda Pelotas, Muda de Verdade" (PRTB, Patriota)                                       | 28 | Sem cargo político anterior     | 15 segundos                |
| Eduardo Ligabue     |             | PCO         | José Nilson Koms Maesk |                  | PCO              | Sem coligação                                                                          | 29 | Sem cargo político anterior     | Sem tempo                  |
| Tony Sechi          |             | PSB         | Renato Abreu           |                  | PCdoB            | "Pelotas tem Jeito" (PSB, PCdoB)                                                       | 40 | Sem cargo político anterior     | 51 segundos                |
| Paula Mascarenhas   |             | PSDB        | Idemar Barz            |                  | PTB              | "Vamos em Frente, Pelotas!" (PSDB, PTB, PSL, PL, PSD, Solidariedade, Republicanos, DC) | 45 | Prefeita de Pelotas (2017–2020) | 3 minutos e 45 segundos    |
| Júlio Domingues     |             | PSOL        | Daniela Brizolara      |                  | PSOL             | "Povo no Poder" (PSOL, PCB)                                                            | 50 | Sem cargo político anterior     | 16 segundos                |

#### Linha do tempo
- Julio Domingues, candidato a vice-prefeito em 2012, foi lançado, em julho de 2020, como pré-candidato a prefeito pelo PSOL. O partido não escolheu o vice.[26]
- No mesmo mês, o Patriota definiu Carla Mesko e André Macário como pré-candidatos a prefeita e vice-prefeito, respectivamente.[27]
- O PT definiu, em agosto, Ìya Sandrali como pré-candidata a vice-prefeita na chapa junto com o vereador Ivan Duarte.[28]
- No mesmo mês, o MDB lançou quatro pré-candidatos ao cargo de prefeito: Danilo Rodrigues, Fabrício Matiello, Flávio Souza e João Carlos Pires da Rosa.[29]
- Em 1 de setembro, o PP indicou o vereador Roger Ney como pré-candidato a vice-prefeito na chapa da atual mandatária Paula Mascarenhas.[30]
- Após ser aclamado no dia 12 de setembro, o advogado Fabrício Matiello anuncia a desistência de sua candidatura pelo MDB no dia 22. A coligação MDB-DEM é desfeita e ambos os partidos lançam seus candidatos. O MDB opta por João Carlos Cabedal, enquanto que o Democratas escolhe Marco Marchand, que seria vice de Matiello na chapa.

#### Histórico Eleitoral
Segue abaixo o desempenho eleitoral mais recente de cada um dos candidatos a prefeito:
| Prefeito(a) (2020)  | Prefeito(a) (2020) | Prefeito(a) (2020) | Última eleição   | Última eleição   | Última eleição   | Última eleição    | Última eleição   | Última eleição   | Última eleição   | Ref           |
| Candidato(a)        | Partido            | Partido            | Ano              | Partido          | Partido          | Cargo             | Votação          | P                | Situação         | Ref           |
| ------------------- | ------------------ | ------------------ | ---------------- | ---------------- | ---------------- | ----------------- | ---------------- | ---------------- | ---------------- | ------------- |
| Fetter Jr.          |                    | PP                 | 2014             |                  | PP               | Deputado Estadual | 12 239           | 4º               | Suplente         | [ 31 ] [ 32 ] |
| Dan Barbier         |                    | PDT                | 2016             |                  | PSOL             | Vereador          | 1 021            | 51º              | Suplente         | [ 33 ] [ 34 ] |
| Ivan Duarte         |                    | PT                 | 2018             |                  | PT               | Deputado Federal  | 10 322           | 3º               | Suplente         | [ 35 ] [ 36 ] |
| João Carlos Cabedal |                    | MDB                | 2014             |                  | PMDB             | Deputado Federal  | 332              | 41º              | Suplente         | [ 37 ] [ 32 ] |
| Marcelo Oxley       |                    | PODE               | Primeira eleição | Primeira eleição | Primeira eleição | Primeira eleição  | Primeira eleição | Primeira eleição | Primeira eleição | [ 38 ]        |
| Marco Marchand      |                    | DEM                | 2018             |                  | PSL              | Deputado Federal  | 10 816           | 2º               | Suplente         | [ 39 ] [ 36 ] |
| Coronel Napoleão    |                    | PRTB               | 2018             |                  | PSL              | Deputado Federal  | 1 690            | 18º              | Suplente         | [ 40 ] [ 36 ] |
| Eduardo Ligabue     |                    | PCO                | Primeira eleição | Primeira eleição | Primeira eleição | Primeira eleição  | Primeira eleição | Primeira eleição | Primeira eleição | [ 41 ]        |
| Tony Sechi          |                    | PSB                | 2018             |                  | PSB              | Deputado Federal  | 3 276            | 10º              | Suplente         | [ 42 ] [ 36 ] |
| Paula Mascarenhas   |                    | PSDB               | 2016             |                  | PSDB             | Prefeita          | 112 358          | 1º               | Eleita           | [ 43 ] [ 44 ] |
| Júlio Domingues     |                    | PSOL               | 2012             |                  | PSOL             | Vice-Prefeito     | 25 272           | 3º               | Não eleito       | [ 45 ] [ 46 ] |

### Câmara de Vereadores
A tabela abaixo apresenta dados informados pelos candidatos ao TSE. Houve um aumento de 31% no número de candidaturas para vereador.
| Partido       | Número de candidaturas | Cor/raça | Cor/raça | Cor/raça | Cor/raça | Cor/raça | Cor/raça | Cor/raça | Cor/raça | Cor/raça | Cor/raça | Cor/raça | Cor/raça | Gênero    | Gênero    | Gênero   | Gênero   |
| Partido       | Número de candidaturas | Branca   | Branca   | Indígena | Indígena | Parda    | Parda    | Preta    | Preta    | Amarela  | Amarela  | N.I.     | N.I.     | Masculino | Masculino | Feminino | Feminino |
| Partido       | Número de candidaturas | n        | %        | n        | %        | n        | %        | n        | %        | n        | %        | n        | %        | n         | %         | n        | %        |
| ------------- | ---------------------- | -------- | -------- | -------- | -------- | -------- | -------- | -------- | -------- | -------- | -------- | -------- | -------- | --------- | --------- | -------- | -------- |
| Avante        | 14                     | 14       | 100%     | 0        | 0%       | 0        | 0%       | 0        | 0%       | 0        | 0%       | 0        | 0%       | 9         | 64,3      | 5        | 35,7     |
| Cidadania     | 21                     | 17       | 81,0%    | 0        | 0%       | 0        | 0%       | 4        | 19,0%    | 0        | 0%       | 0        | 0%       | 15        | 71,4%     | 5        | 28,6%    |
| DEM           | 34                     | 24       | 70,6%    | 0        | 0%       | 3        | 8,8%     | 7        | 20,6%    | 0        | 0%       | 0        | 0%       | 24        | 70,6%     | 10       | 29,4%    |
| MDB           | 27                     | 24       | 88,9%    | 0        | 0%       | 0        | 0%       | 3        | 11,1%    | 0        | 0%       | 0        | 0%       | 19        | 70,4%     | 8        | 29,6%    |
| Patriota      | 27                     | 20       | 74,1%    | 0        | 0%       | 0        | 0%       | 7        | 25,9%    | 0        | 0%       | 0        | 0%       | 19        | 70,4%     | 8        | 29,6%    |
| PCdoB         | 11                     | 5        | 45,5%    | 0        | 0%       | 1        | 9,1%     | 5        | 45,5%    | 0        | 0%       | 0        | 0%       | 7         | 63,7%     | 4        | 36,4%    |
| PCB           | 1                      | 1        | 100%     | 0        | 0%       | 0        | 0%       | 0        | 0%       | 0        | 0%       | 0        | 0%       | 1         | 100%      | 0        | 0%       |
| PCO           | 2                      | 2        | 100%     | 0        | 0%       | 0        | 0%       | 0        | 0%       | 0        | 0%       | 0        | 0%       | 2         | 100%      | 0        | 0%       |
| PDT           | 32                     | 29       | 90,6%    | 0        | 0%       | 1        | 3,1%     | 2        | 6,3%     | 0        | 0%       | 0        | 0%       | 22        | 68,8%     | 10       | 31,3%    |
| PL            | 27                     | 21       | 77,8%    | 0        | 0%       | 0        | 0%       | 6        | 22,2%    | 0        | 0%       | 0        | 0%       | 16        | 59,3%     | 11       | 40,7%    |
| Podemos       | 20                     | 15       | 75,0%    | 0        | 0%       | 1        | 5,0%     | 4        | 20,0%    | 0        | 0%       | 0        | 0%       | 14        | 70,0%     | 6        | 30,0%    |
| PP            | 33                     | 25       | 75,8%    | 0        | 0%       | 4        | 12,1%    | 4        | 12,1%    | 0        | 0%       | 0        | 0%       | 23        | 69,7%     | 10       | 30,3%    |
| PRTB          | 1                      | 0        | 0%       | 0        | 0%       | 1        | 100%     | 0        | 0%       | 0        | 0%       | 0        | 0%       | 1         | 100%      | 0        | 0%       |
| PSB           | 27                     | 15       | 55,6%    | 0        | 0%       | 2        | 7,4%     | 10       | 37,0%    | 0        | 0%       | 0        | 0%       | 18        | 66,7%     | 9        | 33,3%    |
| PSD           | 29                     | 23       | 79,3%    | 0        | 0%       | 0        | 0%       | 6        | 20,7%    | 0        | 0%       | 0        | 0%       | 20        | 69,0%     | 9        | 31,0%    |
| PSDB          | 31                     | 28       | 90,3%    | 0        | 0%       | 1        | 3,2%     | 2        | 6,5%     | 0        | 0%       | 0        | 0%       | 21        | 69,0%     | 9        | 31,0%    |
| PSL           | 3                      | 3        | 100%     | 0        | 0%       | 0        | 0%       | 0        | 0%       | 0        | 0%       | 0        | 0%       | 2         | 66,7%     | 1        | 33,3%    |
| PSOL          | 22                     | 15       | 68,2%    | 0        | 0%       | 2        | 9,1%     | 5        | 22,7%    | 0        | 0%       | 0        | 0%       | 14        | 63,6%     | 8        | 36,4%    |
| PT            | 28                     | 24       | 85,7%    | 0        | 0%       | 0        | 0%       | 4        | 14,3%    | 0        | 0%       | 0        | 0%       | 16        | 57,1%     | 12       | 42,9%    |
| PTB           | 33                     | 26       | 78,8%    | 0        | 0%       | 1        | 3,0%     | 6        | 18,2%    | 0        | 0%       | 0        | 0%       | 23        | 69,7%     | 10       | 30,3%    |
| PV            | 8                      | 6        | 75,0%    | 0        | 0%       | 1        | 12,5%    | 1        | 12,5%    | 0        | 0%       | 0        | 0%       | 5         | 62,5%     | 3        | 37,5%    |
| Republicanos  | 18                     | 12       | 66,7%    | 0        | 0%       | 0        | 0%       | 6        | 33,3%    | 0        | 0%       | 0        | 0%       | 12        | 66,7%     | 6        | 33,3%    |
| Solidariedade | 3                      | 1        | 33,3%    | 0        | 0%       | 1        | 33,3%    | 1        | 33,3%    | 0        | 0%       | 0        | 0%       | 2         | 66,7%     | 1        | 33,3%    |
| Total         | 452                    | 350      | 77,4%    | 0        | 0%       | 19       | 4,2%     | 83       | 18,4%    | 0        | 0%       | 0        | 0%       | 305       | 67,5%     | 147      | 32,5%    |

## Debates

### Primeiro Turno
| Data           | Horário | Organizador    | Coronel Napoleão PRTB | Dan Barbier PDT | Eduardo Ligabue PCO | Fetter Jr. PP | Ivan Duarte PT | João Carlos Cabedal PMDB | Julio Domingues PSOL | Marcelo Oxley PODE | Marco Marchand DEM | Paula Mascarenhas PSDB | Tony Sechi PSB |
| -------------- | ------- | -------------- | --------------------- | --------------- | ------------------- | ------------- | -------------- | ------------------------ | -------------------- | ------------------ | ------------------ | ---------------------- | -------------- |
| 26 de outubro  | 19h     | Simers         | Presente              | Presente        | Presente            | Presente      | Presente       | Ausente (Convidado)      | Presente             | Presente           | Presente           | Ausente (Convidada)    | Presente       |
| 2 de novembro  | 18h     | UFPel          | Presente              | Presente        | Presente            | Presente      | Presente       | Presente                 | Presente             | Presente           | Presente           | Presente               | Presente       |
| 6 de novembro  | 16h     | SIMP           | Presente              | Presente        | Presente            | Presente      | Presente       | Presente                 | Presente             | Presente           | Presente           | Presente               | Presente       |
| 12 de novembro | 16h     | Diário Popular | Presente              | Presente        | Ausente             | Presente      | Presente       | Presente                 | Presente             | Presente           | Presente           | Presente               | Presente       |

### Segundo Turno
| Data           | Horário | Organizador | Ivan Duarte PT | Paula Mascarenhas PSDB |
| -------------- | ------- | ----------- | -------------- | ---------------------- |
| 19 de novembro | 19h     | Simers      | Presente       | Presente               |
| 25 de novembro | 19h     | Simp        | Convidado      | Convidada              |

## Resultados

### Prefeitura
| Candidatos      | Candidatos                | 1º Turno 15 de novembro de 2020 | 1º Turno 15 de novembro de 2020 | 2º Turno 29 de novembro de 2020 | 2º Turno 29 de novembro de 2020 |
| Candidatos      | Candidatos                | Votos                           | %                               | Votos                           | %                               |
| --------------- | ------------------------- | ------------------------------- | ------------------------------- | ------------------------------- | ------------------------------- |
|                 | Paula Mascarenhas (PSDB)  | 78.599                          | 49,7 / 100,0                    | 105.206                         | 68,7 / 100,0                    |
|                 | Ivan Duarte (PT)          | 22.889                          | 14,5 / 100,0                    | 47.941                          | 31,3 / 100,0                    |
|                 | Fetter Jr. (PP)           | 21.532                          | 13,6 / 100,0                    |                                 |                                 |
|                 | Tony Sechi (PSB)          | 12.814                          | 8,1 / 100,0                     |                                 |                                 |
|                 | Julio Domingues (PSOL)    | 6.691                           | 4,2 / 100,0                     |                                 |                                 |
|                 | Coronel Napoleão (PRTB)   | 4.874                           | 3,1 / 100,0                     |                                 |                                 |
|                 | Marco Marchand (DEM)      | 3.593                           | 2,3 / 100,0                     |                                 |                                 |
|                 | Dan Barbier (PDT)         | 3.310                           | 2,1 / 100,0                     |                                 |                                 |
|                 | Marcelo Oxley (PODE)      | 2.503                           | 1,6 / 100,0                     |                                 |                                 |
|                 | João Carlos Cabedal (MDB) | 1.139                           | 0,7 / 100,0                     |                                 |                                 |
|                 | Eduardo Ligabue (PCO)     | 71                              | 0,0 / 100,0                     |                                 |                                 |
| Votos válidos   | Votos válidos             | 158.015                         | 100,0 / 100,0                   | 153.147                         | 100,0 / 100,0                   |
| Votos válidos   | Votos válidos             | 158.015                         | 89,3 / 100,0                    | 153.147                         | 90,0 / 100,0                    |
| Votos em branco | Votos em branco           | 9.505                           | 5,4 / 100,0                     | 7.213                           | 4,2 / 100,0                     |
| Votos nulos     | Votos nulos               | 9.396                           | 5,3 / 100,0                     | 9.802                           | 5,8 / 100,0                     |
| Comparecimento  | Comparecimento            | 176.916                         | 100,0 / 100,0                   | 170.162                         | 100,0 / 100,0                   |
| Comparecimento  | Comparecimento            | 176.916                         | 73,4 / 100,0                    | 170.162                         | 70,6 / 100,0                    |
| Abstenções      | Abstenções                | 64.032                          | 26,6 / 100,0                    | 70.786                          | 29,4 / 100,0                    |
| Eleitorado apto | Eleitorado apto           | 240.948                         | 100,0 / 100,0                   | 240.948                         | 100,0 / 100,0                   |

### Câmara Municipal
| Resumo (por partido) | Resumo (por partido) | Resumo (por partido) | Resumo (por partido) | Resumo (por partido) | Resumo (por partido) | Resumo (por partido) |
| Partido              | Partido              | Votos                | %                    | %                    | Vereadores           | Vereadores           |
| -------------------- | -------------------- | -------------------- | -------------------- | -------------------- | -------------------- | -------------------- |
|                      | PSDB                 | 24.713               | 15,6 / 100,0         | 1.9%                 | 4 / 21               | 0                    |
|                      | PTB                  | 18.150               | 11,5 / 100,0         | 0.9%                 | 3 / 21               | 0                    |
|                      | PP                   | 16.610               | 10,5 / 100,0         | 6.6%                 | 2 / 21               | 1                    |
|                      | PSD                  | 12.713               | 8,0 / 100,0          | 4.8%                 | 2 / 21               | 1                    |
|                      | PSOL                 | 12.420               | 7,8 / 100,0          | 2.6%                 | 2 / 21               | 1                    |
|                      | PSB                  | 12.208               | 7,7 / 100,0          | 4.3%                 | 2 / 21               | 1                    |
|                      | PT                   | 11.501               | 7,3 / 100,0          | 1.7%                 | 2 / 21               | 0                    |
|                      | PDT                  | 10.990               | 6,9 / 100,0          | 6.5%                 | 2 / 21               | 1                    |
|                      | DEM                  | 8.670                | 5,5 / 100,0          | 1.6%                 | 1 / 21               | 0                    |
|                      | Cidadania            | 6.357                | 4,0 / 100,0          | 1.3%                 | 1 / 21               | 1                    |
|                      | PL                   | 5.114                | 3,2 / 100,0          | 1.7%                 | 0 / 21               | 0                    |
|                      | Republicanos         | 4.463                | 2,8 / 100,0          | 1.2%                 | 0 / 21               | 1                    |
|                      | Patriota             | 4.172                | 2,6 / 100,0          | 2.3%                 | 0 / 21               | 0                    |
|                      | MDB                  | 4.066                | 2,6 / 100,0          | 0.9%                 | 0 / 21               | 1                    |
|                      | Podemos              | 2.224                | 1,4 / 100,0          | 0.9%                 | 0 / 21               | 0                    |
|                      | Avante               | 1.991                | 1,3 / 100,0          | 0.2%                 | 0 / 21               | 0                    |
|                      | PC do B              | 769                  | 0,5 / 100,0          | 1.0%                 | 0 / 21               | 0                    |
|                      | PV                   | 480                  | 0,3 / 100,0          | 0.1%                 | 0 / 21               | 0                    |
|                      | PCB                  | 438                  | 0,3 / 100,0          | —                    | 0 / 21               | 0                    |
|                      | PSL                  | 273                  | 0,2 / 100,0          | —                    | 0 / 21               | 0                    |
|                      | Solidariedade        | 131                  | 0,1 / 100,0          | 0.2%                 | 0 / 21               | 0                    |
| Votos válidos        | Votos válidos        | 158.453              | 100,0 / 100,0        | —                    | 21 / 21              | 0                    |
| Votos válidos        | Votos válidos        | 158.453              | 89,6 / 100,0         |                      |                      |                      |
| Votos em branco      | Votos em branco      | 10.788               | 6,1 / 100,0          |                      |                      |                      |
| Votos nulos          | Votos nulos          | 7.675                | 4,3 / 100,0          |                      |                      |                      |
| Comparecimento       | Comparecimento       | 176.916              | 100,0 / 100,0        |                      |                      |                      |
| Comparecimento       | Comparecimento       | 176.916              | 73,4 / 100,0         |                      |                      |                      |
| Abstenções           | Abstenções           | 64.032               | 26,6 / 100,0         |                      |                      |                      |
| Eleitorado apto      | Eleitorado apto      | 240.948              | 100,0 / 100,0        |                      |                      |                      |

## Financiamento
| Candidato | Candidato                 | Total de recursos aplicados | Rendimento eleitoral |
| --------- | ------------------------- | --------------------------- | -------------------- |
|           | Paula Mascarenhas (PSDB)  | R$ 944.160,00               | R$ 12,01/voto        |
|           | Ivan Duarte (PT)          | R$ 460.760,00               | R$ 20,13/voto        |
|           | Fetter Jr. (PP)           | R$ 523.900,00               | R$ 24,33/voto        |
|           | Tony Sechi (PSB)          | R$ 250.000,00               | R$ 19,51/voto        |
|           | Julio Domingues (PSOL)    | R$ 85.235,94                | R$ 12,74/voto        |
|           | Coronel Napoleão (PRTB)   | R$ 8.000,00                 | R$ 1,64/voto         |
|           | Marco Marchand (DEM)      | R$ 9.684,50                 | R$ 2,70/voto         |
|           | Dan Barbier (PDT)         | R$ 232.200,00               | R$ 70,15/voto        |
|           | Marcelo Oxley (PODE)      | R$ 50.000,00                | R$ 19,98/voto        |
|           | João Carlos Cabedal (MDB) | R$ 131.004,50               | R$ 115,02/voto       |
|           | Eduardo Ligabue (PCO)     | R$ 1.000,00                 | R$ 14,08/voto        |
| Total     | Total                     | R$ 2.695.944,94             | R$ 17,06/voto        |